# Forum VS
Het Forum VS wordt een overdekt winkelcentrum met parkeergarage in de Duitse dubbelstad Villingen-Schwenningen. Het centrum wordt gebouwd in de binnenstad van Schwenningen op de locatie van het voormalige Einkaufszentrum Rössle.

## Ligging
Het Forum VS ligt in de binnenstad van Schwenningen en wordt in het noorden begrensd door de Schützenstrasse, aan de westkant door de Alte Herdstrasse en aan de zuidkant de Alter Angel. 

## Geschiedenis
Op de plaats waar het winkelcentrum wordt gerealiseerd stond voorheen het “Rössle Einkaufszentrum' dat opende in 2000. Het centrum dat destijds 30 miljoen D-Mark had gekost stond na enkele jaren al leeg. De oorzaak hiervan waren verkeerde uitgangspunten bij het ontwerp. Zo was er geen doorgang vanuit de voetgangerszone naar de invalswegen Schützenstrasse en Alte Herdstrasse omdat de begane grond grotendeels opgeofferd was aan de parkeergarage. Daarnaast waren de gevels gesloten en onaantrekkelijk.
In 2016 werd begonnen met het maken van plannen voor een nieuw centrum. Met de bouw van het centrum is een bedrag van ca. 80 miljoen euro gemoeid.
In eerste instantie werd de mogelijkheid open gehouden dat de stadsbibliotheek ook haar intrek in het centrum zou nemen op ca. 3.000 m². Nadat in 2018 bekend werd dat de bibliotheek zich hier niet zou vestigen werden de plannen gewijzigd. In plaats daarvan zijn er parkeerplaatsen op 2 verdiepingen voorzien, welke niet vanaf de buitenzijde zichtbaar zullen zijn. De oorspronkelijk opening van het nieuwe centrum is al een aantal keer uitgesteld, maar is door lange onderhandeling verschoven naar herfst 2022.

## Eigendom en beheer
Het Rössle Einkaufszentrum was oorspronkelijk eigendom van een gesloten vastgoedfonds van de Berliner Bank. Nadat het centrum een aantal jaren leegstond werd de fondsaandelen in 2008 door het kand Berlin gekocht. In 2012 zette de eigenaar Berlinovo het centrum weer te koop. Nadat een eerste poging tot verkoop aan Firmengruppe Krause mislukte, werd het centrum in 2015 opnieuw te koop gezet.  Uiteindelijk kocht de Hanseatische Beutreuungs- und Beteiligungsgesellschaft mbH (HBB) het centrum. Een aantal voor het nieuwe centrum benodigde aangrenzende grondstukken zijn van de stad gekocht. HBB wil het centrum zelf in eigendom houden en beheren voor 10 tot 15 jaar.

## Gebruik
Het complex beslaat in totaal 43.000 m², waarvan 15.000 m² voor winkelruimte bestemd is. De entree tot het winkelcentrum zal twee verdiepingen hoog zijn. Daarnaast is er een parkeergarage met 400 parkeerplaatsen gepland. Ook zal er een food court in cascadevorm worden gerealiseerd.